# Баранов, Василий Анатольевич
Василий Анатольевич Баранов (укр. Василь Анатолійович Баранов; род. 20 октября 1979, Ворошиловград) — украинский футболист, полузащитник.

## Карьера
Начал профессиональную карьеру в луганской «Заре». В команде дебютировал 11 мая 1996 года в матче против кировоградской «Звезды» (2:0). В 1998 году выступал за «Славянец» из Конотопа. Всего за «Зарю» провёл 105 матчей и забил 15 голов. С 2003 года по 2006 год выступал за белорусский «Днепр» из Могилёва. В 2007 году играл за «Сморгонь». После играл в Эстонии за «Вапрус» в 2008 году.